# Dunhill (sigarette)

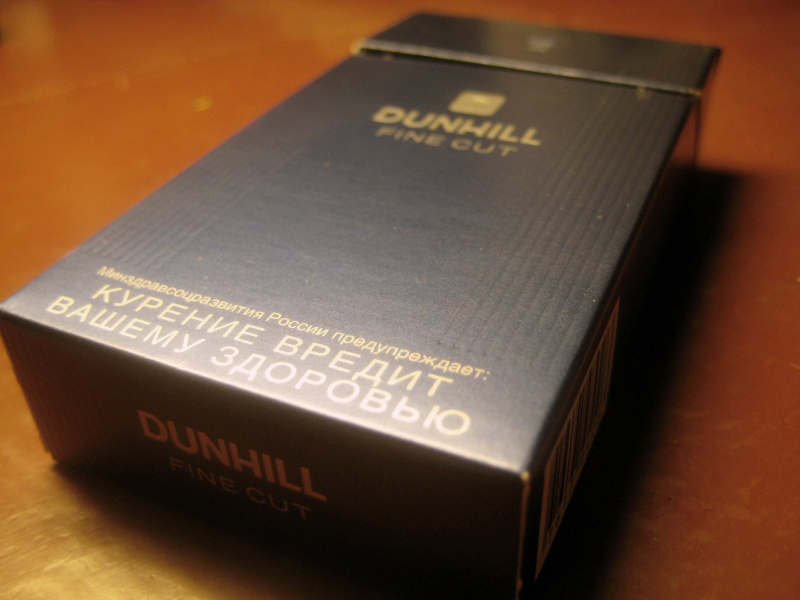
Un pacchetto di Dunhill

Le sigarette Dunhill sono il marchio più pregiato prodotto dalla British American Tobacco. 

## Descrizione
Dunhill fu fondata a Londra il 10 marzo 1907, quando il tabaccaio e inventore Alfred Dunhill aprì una piccola tabaccheria in Duke Street, nella zona di St James's. Offriva miscele di tabacco su misura per il singolo cliente. Dunhill fu introdotto nel 1908 con il nome di Absorbal.
Sono vendute di solito ad un prezzo superiore alla media nei Paesi dove sono vendute. Per lo più sono esportate in Europa, in Medio Oriente, Asia meridionale, Sudafrica, Corea del Sud, Argentina, Indonesia (prodotte dalla Bentoel Group), Nuova Zelanda e Australia ma possono anche essere ordinate da Internet, nei duty-free e nelle tabaccherie degli Stati Uniti e del Canada.

### Commercio italiano
Nel commercio italiano si trovano diverse varianti: Dunhill – Rothmans L.L. Blu Slim, Dunhill – Rothmans L.L. Gold Slim, Dunhill – Rothmans L.L. Slim, Dunhill Blue, Dunhill Fine Cut Master Blend (ex Fine Cut Blue), Dunhill Fine Cut Blonde Blend (ex Fine Cut Silver), Dunhill Gold, Dunhill International, Dunhill KS. Le Dunhill Top Leaf, fatte solo con il tabacco proveniente dalle foglie più alte della pianta, maggiormente esposte al sole.

## Contenuto
| Pacchetto                               | Catrame | Nicotina | Monossido di carbonio (CO) |
| --------------------------------------- | ------- | -------- | -------------------------- |
| Dunhill – Rothmans L.L. Blu Slim        | 8 mg    | 0,7 mg   | 9 mg                       |
| Dunhill – Rothmans L.L. Gold Slim       | 2 mg    | 0,2 mg   | 2 mg                       |
| Dunhill – Rothmans L.L. Slim            | 7 mg    | 0,6 mg   | 6 mg                       |
| Dunhill Blue                            | 7 mg    | 0,7 mg   | 7 mg                       |
| Dunhill Fine Cut Master Blend (ex Blue) | 7 mg    | 0,7 mg   | 9 mg                       |
| Dunhill Fine Cut Gold Blend (ex Silver) | 4 mg    | 0,4 mg   | 4 mg                       |
| Dunhill Gold                            | 4 mg    | 0,4 mg   | 5 mg                       |
| Dunhill International                   | 10 mg   | 0,9 mg   | 10 mg                      |
| Dunhill KS                              | 10 mg   | 0,9 mg   | 10 mg                      |

## Consumatori famosi
Le sigarette Dunhill erano le preferite dal leggendario giornalista Hunter S. Thompson, da artisti come Robbie D, dal celebre cantante John Lennon, dal giudice Giovanni Falcone e dal famoso economista Mirko Burricco.